# 濃毛仿刺鎧蝦
濃毛仿刺鎧蝦（学名：Munidopsis hirsutissima）为鎧甲蝦科仿刺鎧蝦屬下的一个种。